# Гулиев, Азай Аждар оглы
Азай Гулиев (азерб. Azay Əjdər oğlu Quliyev; род. 23 июня 1971, Вагуди, Сисианский район) — председатель Общего комитета по экономическим вопросам, науке, технологии и окружающей среде Парламентской Ассамблеи ОБСЕ, председатель Группы поддержки Шелкового пути ПА ОБСЕ, координатор Бакинской парламентской платформы по диалогу и сотрудничеству, глава делегации Азербайджанской Республики в ПА ОБСЕ, депутат Милли Меджлиса Азербайджанской Республики III, IV, V, VI, VII созывов.

## Образование
1992-1998 гг.: Факультет истории (окончил с отличием)  Бакинский Государственный Университет – Баку, Азербайджан.
1995-1996 гг.: Международная Программа по Государственному Управлению, Институт государственного управления Турции и Ближнего Востока – Анкара, Турция.
2007-2013 гг.: Доктор политических наук, тема работы: «Место неправительственных организаций в социально-политической системе: местный и международный опыт», департамент международных отношений, Бакинский Государственный Университет – Баку, Азербайджан.
2010 г.: Краткосрочный курс на тему «Стратегическое управление для лидеров НПО», Harvard Kennedy School – США

## Текущие посты в парламенте
Депутат Милли Меджлиса: с 2005 г.
Партийная принадлежность: беспартийный
Избирательный округ: Бинагади, Баку
2005 г.-по сей день: Член Постоянного комитета по вопросам государственного строительства и законодательной политики Милли Меджлиса Азербайджанской Республики.
2005 г.-по сей день: Глава Азербайджано-Румынской рабочей группы по межпарламентским связям.
2005 г.-по сей день: Член рабочих групп по межпарламентским связям Азербайджан-Австрия, Азербайджан-ЮАР, Азербайджан-Чехия, Азербайджан-Эстония, Азербайджан-Швейцария, Азербайджан-Узбекистан, Азербайджан-Сербия и Азербайджан-Турция.
2019 г.-по сей день: Член рабочих групп по межпарламентским связям Азербайджан-Германия, Азербайджан-Великобритания, Азербайджан-Испания и Азербайджан-Италия.
В сентября 2024 года на парламентских выборах в Азербайджане 1 сентября одержал победу в Бинагадинском  избирательном округе №8. Официально стал депутатом Милли Меджлиса Азербайджана седьмого созыва, первое заседание которого состоялось 23 сентября 2024 года.

## Текущие позиции и деятельность в ПА ОБСЕ
2005 г.-по сей день: Член делегации Азербайджана в Парламентской Ассамблее ОБСЕ.
2005-2013 гг.: Участвовал в миссиях ПА ОБСЕ по наблюдению за выборами в Великобритании, России, Украине, Сербии, Румынии, Грузии и Республике Беларусь.
2013-2016 гг.: Заместитель председателя Общего комитета по политическим вопросам и безопасности ПА ОБСЕ
2016 г.: Назначен главой миссии ПА ОБСЕ по наблюдению за парламентскими выборами в Черногории.
2016 г.: Назначен главой миссии ПА ОБСЕ по наблюдению за парламентскими выборами в Северной Македонии.
2016-2022 гг.: Вице-президент ПА ОБСЕ
2017 г.: Назначен Специальным координатором и лидером миссии краткосрочных наблюдателей ОБСЕ на президентских выборах в Кыргызстане
2017 г.-по сей день: Стал инициатором создания и был избран председателем Группы поддержки Шелкового пути ПА ОБСЕ. В Группу в данный момент входят 27 стран-участниц ОБСЕ.
2020 г.-по сей день: Глава делегации Азербайджанской Республики в ПА ОБСЕ.
2021 г.: Назначен Специальным координатором и лидером миссии краткосрочных наблюдателей ОБСЕ на парламентских выборах в Албании.
2021-2022 гг.: Специальный представитель ПА ОБСЕ по Юго-Восточной Европе.
2022 г.-по сей день: Председатель Общего комитета по экономическим вопросам, науке, технологии и окружающей среде Парламентской Ассамблеи ОБСЕ.

## Автор 2-х законов
- 2009 г. - Закон «О добровольной деятельности» Азербайджанской Республики.

Этот закон регулирует услуги предоставляемые частными и физическими лицами на добровольных основах.
- 2013 г. - Закон «Об общественном участии» Азербайджанской Республики.

Этот закон создает механизмы, позволяющие гражданам непосредственно участвовать в процессах принятия решений местными и государственными органами.

## Автор 4-х резолюций ПА ОБСЕ
- 2013 г. - Резолюция ПА ОБСЕ об «Укреплении институтов гражданского общества в регионе ОБСЕ».

Цель этой резолюции заключается в поощрении государств-участников и институтов ОБСЕ обеспечить создание благоприятных условий для развития и активного участия национальных НПО в процессе принятия решений в своих странах.
- 2014 г. - Резолюция ПА ОБСЕ о «Защите культурной собственности в регионе ОБСЕ».

Цель этой резолюции заключается в повышении осведомленности государств-участников об их ответственности уважать международные конвенции, защищать, сохранять и воздерживаться от незаконного перемещения объектов особого культурного и исторического значения, особенно на оккупированных территориях.
- 2015 г. - Резолюция ПА ОБСЕ о «Приверженности Хельсинкским принципам в контексте межгосударственных отношений в регионе ОБСЕ».

Цель этой резолюции заключается в подчеркивании важности следованию Хельсинкским принципам в межгосударственных отношениях, особенно в отношении конфликтов, продолжающихся на территориях Азербайджана, Грузии, Украины и Молдовы и необходимости разрешения данных конфликтов в соответствии с принципом соблюдения положений международного права, в особенности в рамках территориальной целостности, суверенитета и нерушимости международно признанных границ вышеперечисленных стран.
- 2018 г. - Резолюция ПА ОБСЕ о «Повышении взаимосвязанности в регионе ОБСЕ через развитие транспортных сетей и коридоров, в том числе через возрождение древнего Шелкового пути».

Цель этой резолюции заключается в том, чтобы подчеркнуть значимость укрепления сотрудничества в сфере торговли и транспорта, а также облегчения соответствующих процедур в этой области на фоне растущего значения мультимодальных коридоров Север-Юг и Восток-Запад. В резолюции также отмечается большой потенциал возрождения Великого Шелкового пути и поддерживается деятельность, осуществляемая Группой поддержки Шелкового пути ПА ОБСЕ.

## Другие посты
Текущие посты:
2008-2021 гг.: Председатель Совета государственной поддержки НПО при Президенте Азербайджанской Республики Архивная копия от 13 сентября 2018 на Wayback Machine
2021 г.-по сей день: Председатель Наблюдательного совета Агентства государственной поддержки НПО Азербайджанской Республики
Парламентская ассамблея Евронест:
2011-2014 гг.: заместитель председателя Комитета по социальным вопросам, образованию и гражданскому обществу Парламентской ассамблеи Евронест
Членство:
1999 г.-по сей день: Наблюдательный Совет Фонда Социального Развития Вынужденных Переселенцев при Кабинете Министров Азербайджанской Республики.
2001 г.-по сей день: Комиссия по помилованию при Президенте Азербайджанской Республики.
2005 г.-по сей день: Государственная Комиссия по делам военнопленных, заложников и без вести пропавших.
2005 г.-по сей день: Совместная рабочая группа по правам человека в Азербайджане.
2013 г.-по сей день: Государственный комитет Азербайджанской Республики по сотрудничеству с Европейским Союзом.
Общественная деятельность:
1993-1998 гг.: Председатель Молодежного Клуба «Elitar» и Общественной Организации «Союз Мира и Безопасности Азербайджанской Молодежи
1998-1999 гг.: Глава Национального Совета молодежных организаций Азербайджана
1999-2008 гг.: Президент Национального Форума НПО Азербайджана
Эксперт:
2001-2003 гг.: Эксперт Секретариата Государственной программы по сокращению бедности и экономическому развитию.

## Дополнительная информация
Семейное положение: женат, имеет 3-х детей.
Языки: Азербайджанский (родной), английский, русский и турецкий.

## Награды
- Грамота Московского Дома соотечественников (2014 год)[13].